# آلدو فابریتسی
آلدو فابریتسی (ایتالیایی: Aldo Fabrizi؛ ۱ نوامبر ۱۹۰۵ – ۲ آوریل ۱۹۹۰) کارگردان، هنرپیشه و فیلم‌نامه‌نویس اهل ایتالیا بود.

## بخشی از فیلمشناسی
- رم، شهر بی‌دفاع (۱۹۴۵)
- مهاجران (۱۹۴۸)
- گل‌های سنت فرانسیس (۱۹۵۰)
- زندگی سگی (۱۹۵۰)
- آنتونیوی لیسبونی (۱۹۵۱)
- پاریس همیشه پاریس است (۱۹۵۱)
- صدای سکوت (۱۹۵۲)
- از عجایب علاءالدین (۱۹۶۱)
- کشتی راهنما (۱۹۶۳)
- دکتر زنان دوجانبه (۱۹۷۷)